# Данаев, Алексей Валерьевич
Алексе́й Вале́рьевич Дана́ев (укр. Олексій Валерійович Данаєв; 1 сентября 1979, Душанбе, Таджикская ССР) — украинско-казахстанский футболист, защитник.

## Карьера
Воспитанник луганского футбола. В 2003 году принял гражданство Казахстана.
Карьеру футболиста Данаев начинал в СК «Николаев», в составе которого дебютировал 12 октября 1999 года, в матче против «Волыни» (2:0). Первый же гол забил 27 апреля 2000 года в Борисполе, за местный «Борисфен» в ворота севастопольского «Черноморца».
Карьера футболиста на Украине никак не складывалась. За команды первого и вторых лиг Украины — СК «Николаев», «Борисфен», «Олком», «Портовик». Также выступал за команду КФК «Колос».
В Казахстан попал в 2002 году, и выступал за клуб первой лиги «Каспий». С 2003 года играет в высшем дивизионе страны. Играл за «Есиль-Богатырь», «Акжайык», «Экибастузец», «Шахтёр», «Тобол» и «Иртыш».

## Достижения
- Бронзовый призёр Чемпионата Казахстана по футболу
- : 2009
- Финалист Кубка Казахстана: 2009, 2010
- Серебряный призёр Первой лиги Казахстана: 2013